# Anauxesida orientalis
Anauxesida orientalis är en skalbaggsart som beskrevs av Stefan von Breuning 1948. Anauxesida orientalis ingår i släktet Anauxesida och familjen långhorningar. Inga underarter finns listade i Catalogue of Life.